# Coushatta (Sprache)
Coushatta oder Koasati ist eine nordamerikanische Indianersprache und gehört zur Sprachfamilie der Muskogee-Sprachen.  Die Sprache wird von den Coushatta gesprochen, von denen die meisten im Allen Parish nördlich der Stadt Elton (Louisiana) leben. Eine kleinere Anzahl teilt sich ein Reservat bei Livingston (Texas) mit den Alabama-Indianern. Der Linguist Geoffrey Kimball schätzte die Anzahl der Coushatta-Sprecher auf etwa 400 Personen, wovon etwa 350 in Louisiana leben (Kimball 1991). 
Coushatta ist mit der Alabama-Sprache am nächsten verwandt, doch obwohl die Coushatta und Alabama historisch sehr eng zusammen gelebt haben, sind ihre Sprachen ohne Eingewöhnung nicht mehr gegenseitig verständlich. Die Sprache ist auch zur Hitchiti-Mikasuki-Sprache verwandt und einige Coushatta-Sprecher behaupten, dass sie Mikasuki ohne große Eingewöhnungszeit verstehen konnten.
Eine Besonderheit des Koasati ist, dass Männer und Frauen verschiedene grammatikalische Formen der Verben verwenden.

## Referenzen
- Geoffrey D. Kimball: Koasati Grammar. University of Nebraska Press u. a., Lincoln NE u. a. 1991, ISBN 0-8032-2725-6.
- Geoffrey D. Kimball: Koasati Dictionary. University of Nebraska Press, Lincoln NE u. a. 1994, ISBN 0-8032-2726-4.